# 曹令忠
曹令忠（8世纪—786年），唐朝将领，本粟特人，北庭节度使、四镇节度留后、北庭大都护。
安史之乱后，安西都护府、北庭都护府精锐之师抽调入关赴中原勤王，曹令忠留下任伊西北庭节度留后，长期驻守北庭（庭州，今新疆维吾尔自治区昌吉市）。曹令忠率军抗击吐蕃，使北庭都护府安然无恙。吐蕃攻占陇右、河西后，北庭与朝廷断绝联系，他率领驻军坚守北庭。曹令忠与四镇留后郭昕率部闭境拒守，坚持十余年之久。
建中二年（781年），他以伊州、西州、北庭节度使留后的名义，遣使经回鹘路前往长安，入朝报告军情，朝廷才知北庭都护府仍然完好。唐德宗拜曹令忠为北庭大都护、伊西北庭节度使，赐姓李，改名元忠，封宁塞郡王。贞元二年（786年）李元忠卒，赠司空。